# Vùng quân quản (Đức Quốc xã)
Trong Thế chiến thứ hai, Đức Quốc xã đã tạo ra các chế độ do quân đội lãnh đạo trong các vùng lãnh thổ bị chiếm đóng, được gọi là chính quyền quân sự hoặc cơ quan quản lý quân sự (tiếng Đức: Militärverwaltung). Những điều này khác với Reichskommissariate được lãnh đạo bởi các quan chức Đảng Quốc xã. Một chính quyền quân sự thường được dẫn dắt bởi một "chỉ huy quân sự" (Militärbefehlshaber, viết tắt chính thức của MilBfh.).

## Xếp hạng
Các quan chức của chính quyền quân sự, không phân biệt phục vụ trong Wehrmacht, nền kinh tế chiến tranh, cơ sở vật chất giáo dục quân sự, hoặc trong chế độ quân sự cầm đầu trong vùng lãnh thổ bị chiếm đóng, vv mặc phù hiệu cấp bậc quân sự tương tự như những của Wehrmacht, đặc trưng bởi sự chính màu đoàn (de: Hauptfarbe) màu xanh đậm, và nhiều màu sắc phụ (de: Nebenfarben) là tốt.
Các cấp bậc và thứ hạng phù hiệu của chính quyền quân sự như sau.
1. Tổng nhân viên cấp cao (Generaloberstabsintendant, tương đương OF8, hạng ba sao); quân đoàn màu "đỏ thẫm" cho các quan chức quân đội có cấp bậc tổng sĩ quan
2. Giám đốc Bộ trưởng (Ministerialdirektor, tương đương với OF7, hạng hai sao); quân đoàn màu "đỏ thẫm" cho các quan chức quân đội có cấp bậc tổng sĩ quan
3. Quân đoàn Intendant (Korpsintendant, tương đương với OF6, hạng một sao); quân đoàn màu "đỏ thẫm" cho các quan chức quân đội có cấp bậc tổng sĩ quan
4. Hiệu trưởng tòa án cấp cao (Oberkriegsgerichtsrat, tương đương với OF5, đại tá); quân đoàn màu "ánh sáng màu xanh" cho các quan chức của hệ thống tư pháp quân sự
5. Hiệu trưởng dự định cao cấp (Oberintendanturrat, tương đương với OF4, cấp trung tá); corps màu "carmine" cho các quan chức trong các cuộc hẹn nhân viên
6. Remonte trưởng chính thức (Remontenamtsvorsteher, tương đương với OF3, hạng lớn); quân đoàn màu "vàng" để remonte quan chức
7. Nhân viên dược sĩ (Stabsapotheker, tương đương với OF2, cấp bậc thuyền trưởng); quân đoàn màu "xanh nhạt" cho các quan chức quân đội của dược phẩm
8. Thanh tra tư pháp quân đội (Heeresjustizinspektor, tương đương OF1a, cấp trung úy 1); quân đoàn màu "ánh sáng màu xanh" cho các quan chức của hệ thống tư pháp quân sự
9. Vũ khí tổng thể (Waffenmeister tương đương OF1b, cấp bậc trung úy 2); quân đoàn màu "đen" cho các quan chức quân đội của các cấp bậc hẹn kỹ thuật
10. Vũ khí quân đội (Heereswekmeister tương đương WO2, Oberfähnrich (NVA) rank)</smal>; quân đoàn màu "đen" cho các quan chức quân đội trong xếp hạng cuộc hẹn kỹ thuật

1. Cửa hàng tổng thể (Magazinmeister tương đương WO2, Fähnrich (NVA) xếp hạng); quân đoàn màu "đen" cho các quan chức quân đội trong xếp hạng cuộc hẹn kỹ thuật